# Bomolocha chaka
Bomolocha chaka är en fjärilsart som beskrevs av Paul Dognin 1914. Bomolocha chaka ingår i släktet Bomolocha och familjen nattflyn. Inga underarter finns listade i Catalogue of Life.